# Bruchgraben (Innerste)
Der Bruchgraben  ist ein 17 km langer rechter Zufluss der Innerste. Er entsteht durch den Zusammenfluss von Dingelber Klunkau und Dinklarer Klunkau bei Schellerten und mündet südlich von Sarstedt in die Innerste.

## Verlauf
Der Bruchgraben entsteht ganz im Osten des Naturraumes Hildesheimer Börde (520.3) und durchquert diesen von Osten nach Westen bis zum westlichsten Punkt, wo er in die Innerste mündet. Er bildet dabei die Grenzen zwischen den Gemeinden Algermissen und Harsum sowie Sarstedt und Giesen. Am Ufer des Bruchgrabens befindet sich die Zuckerfabrik Clauen. Zwischen Algermissen und Harsum fließt er zunächst unter die B494 und die Bahnstrecke Lehrte–Nordstemmen und unterquert anschließend in drei Stahlbetondurchlässen den Stichkanal Hildesheim. Im weiteren Verlauf unterquert er noch die A7 sowie bei Sarstedt die B6.

## Geschichte
Wohl seit dem Ende der letzten Eiszeit mäanderte der Bördefluss durch ausgedehnte Auewälder und sumpfige Wiesen, Weiden, Büschen und Bäumen. Ab Mitte des 19. Jahrhunderts wurden nahezu die gesamten Flussauebereiche landwirtschaftlich kultiviert und der Bruchgraben zum Schutz vor Hochwasser vertieft und begradigt. So wirkt er heute „kanalisiert“ und verfügt nur noch an wenigen Stellen über annähernd natürliche, strukturreiche Abschnitte.
Daher war 2014 vorgesehen, in den nächsten Jahren den nährstoffreichen Bruchgraben für etwa eine halbe Million Euro zu  renaturieren. Ab 2016 wurden zur Absenkung der Wassertemperatur die Ufer mit Bäumen bepflanzt und durch Einkerbungen und Ausbuchtungen mehr Artenvielfalt und eine verbesserte Selbstreinigung ermöglicht. Auch wird die Wasserqualität regelmäßig untersucht.
2019 wurde der Bereich zwischen Algermissen und Harsum durch ein neues, breiteres Bachbett und Mäanderbögen renaturiert und eine 33,5 Meter lange und 5 Meter hohe Aussichtsplattform für Besucher gebaut.

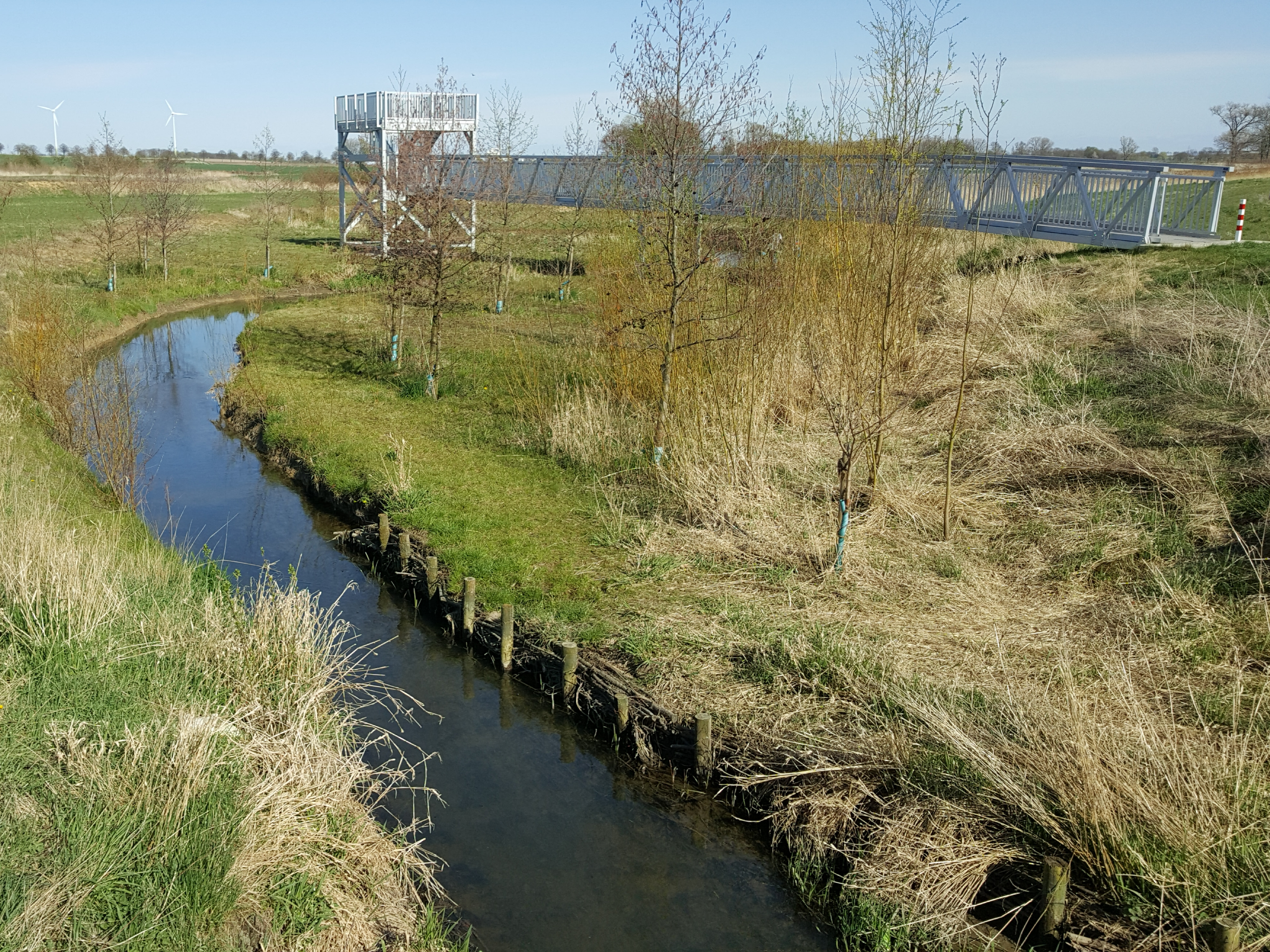
2019 errichtete Aussichtsplattform am Bruchgraben
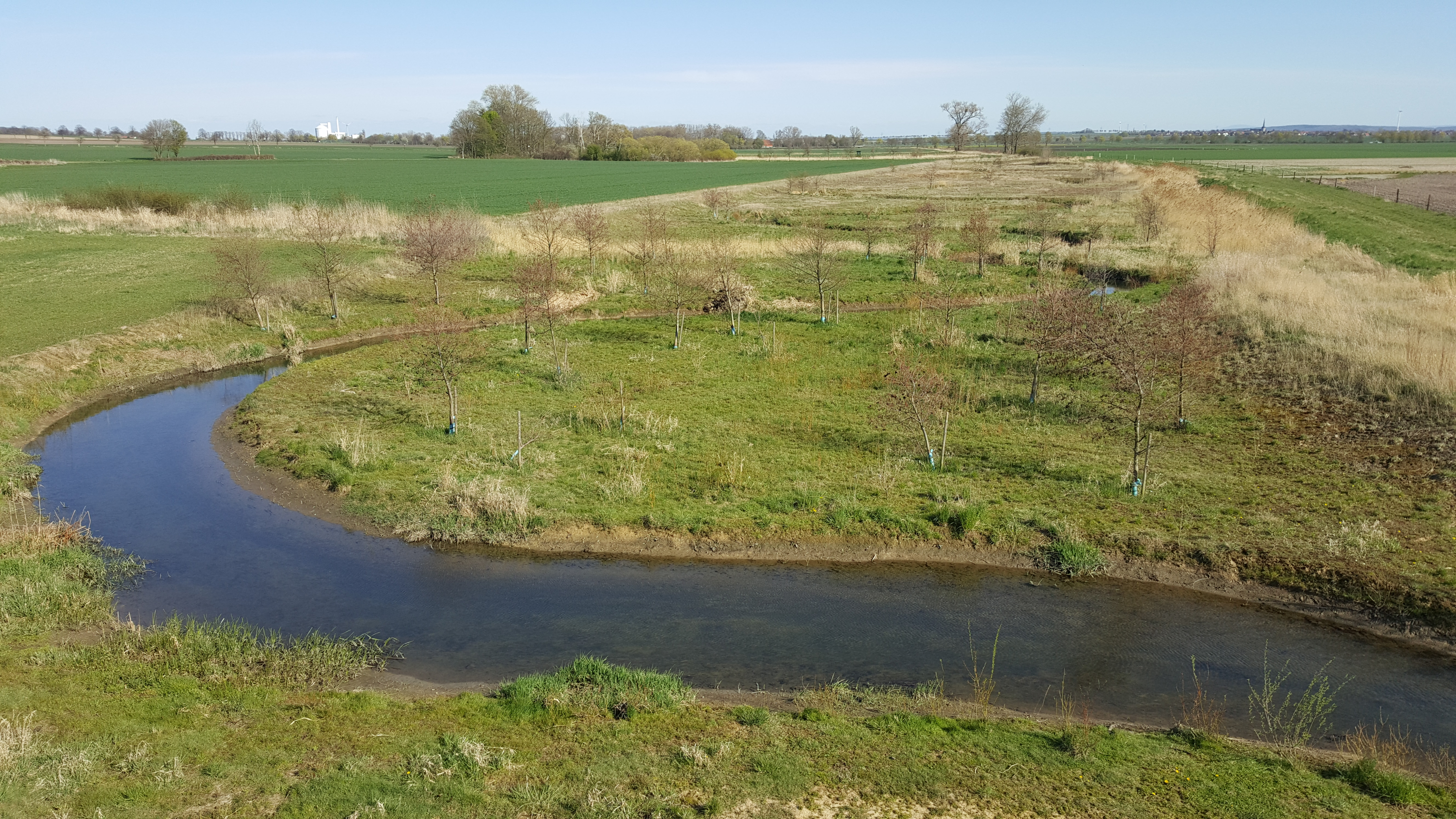
Renaturierter Teil des Bruchgrabens, breiteres Bachbett mit künstlich angelegten Mäandern. Links im Hintergrund steht die Zuckerfabrik Clauen